# 中前田町

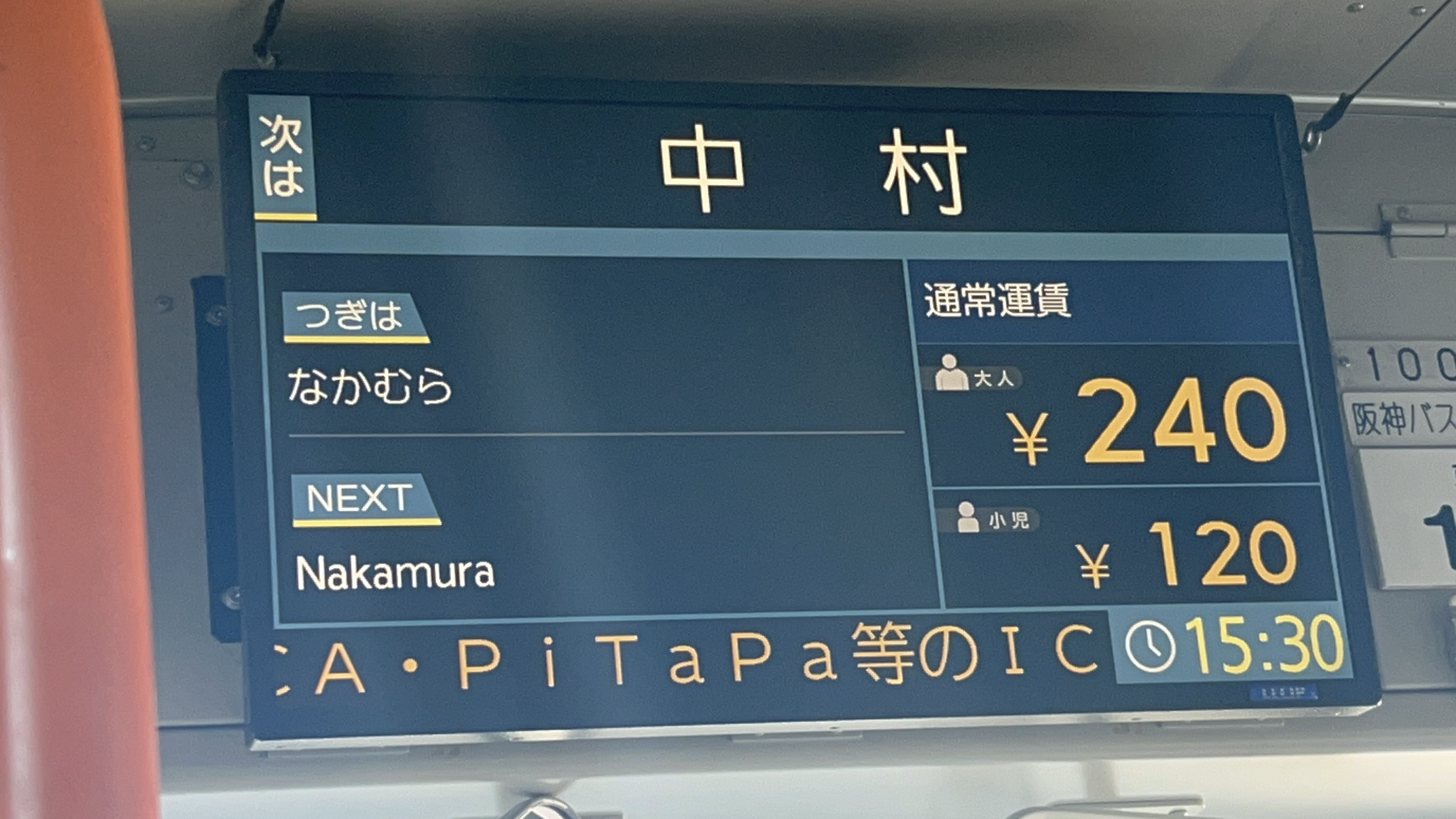
阪神バス中村停留所案内

中前田町（なかまえだちょう）は、兵庫県西宮市にある町丁。郵便番号は662-0857。座標: 北緯34度44分35.113秒 東経135度20分36.139秒 / 北緯34.74308694度 東経135.34337194度

## 地理
東は中須佐町、西は城ケ堀町、南は櫨塚町、北は室川町と隣接している。

## 交通

### 鉄道
鉄道は走っていない。

### バス
| 路線名     | 業者     | 起点         | 町内の停留所           | 終点           |
| ---------- | -------- | ------------ | ---------------------- | -------------- |
| 西宮山手線 | 阪神バス | (環状)       | (櫨塚町)-中村-(室川町) | (環状)         |
| 鷲林寺線   | 阪神バス | (環状)       | (櫨塚町)-中村-(室川町) | (環状)         |
| 11         | 阪急バス | 阪急甲東園駅 | (室川町)-中村-(西福町) | 阪急西宮北口駅 |
| 16         | 阪急バス | 阪急甲東園駅 | (室川町)-中村-(西福町) | 阪急西宮北口駅 |

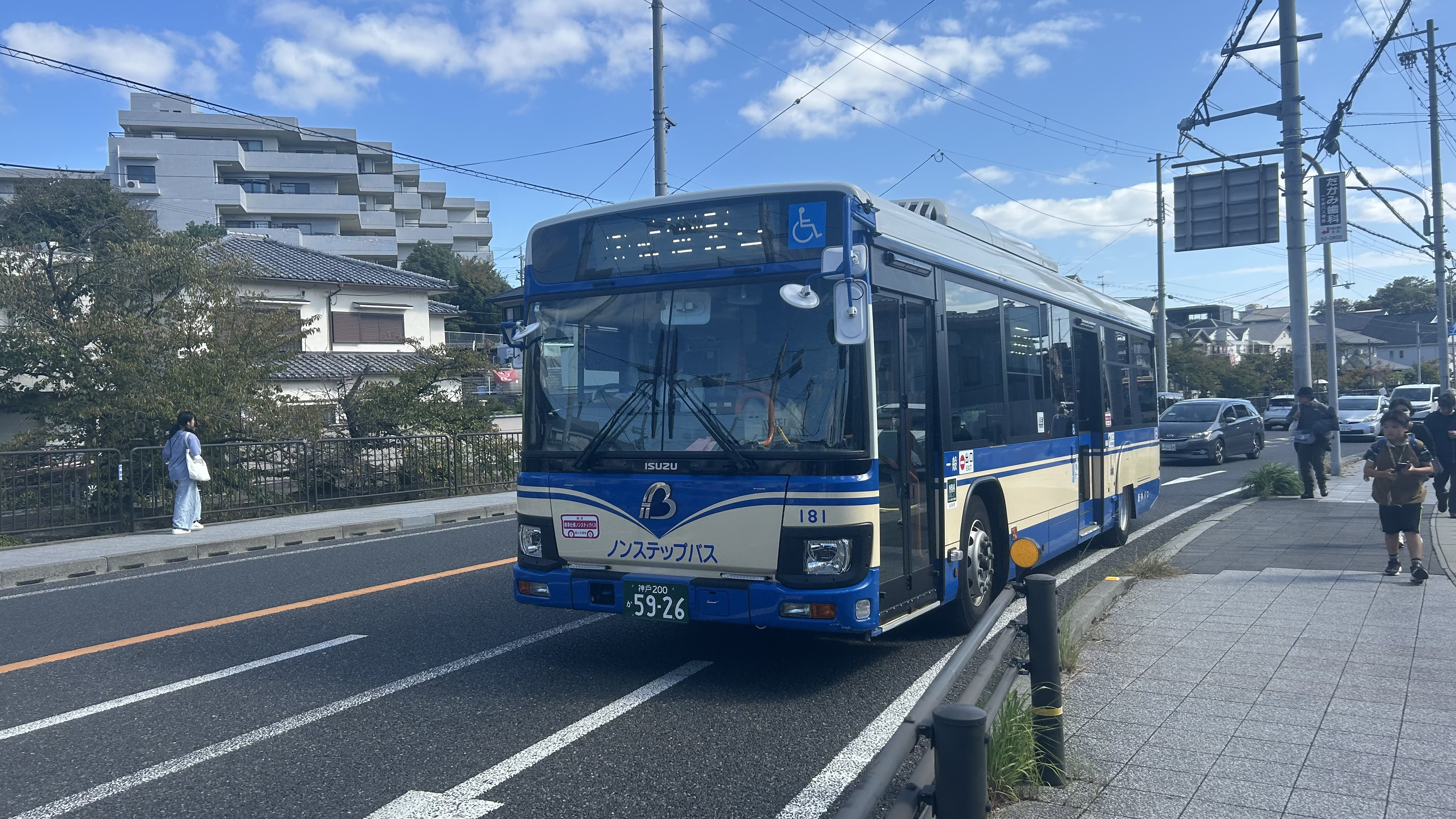
西宮山手線
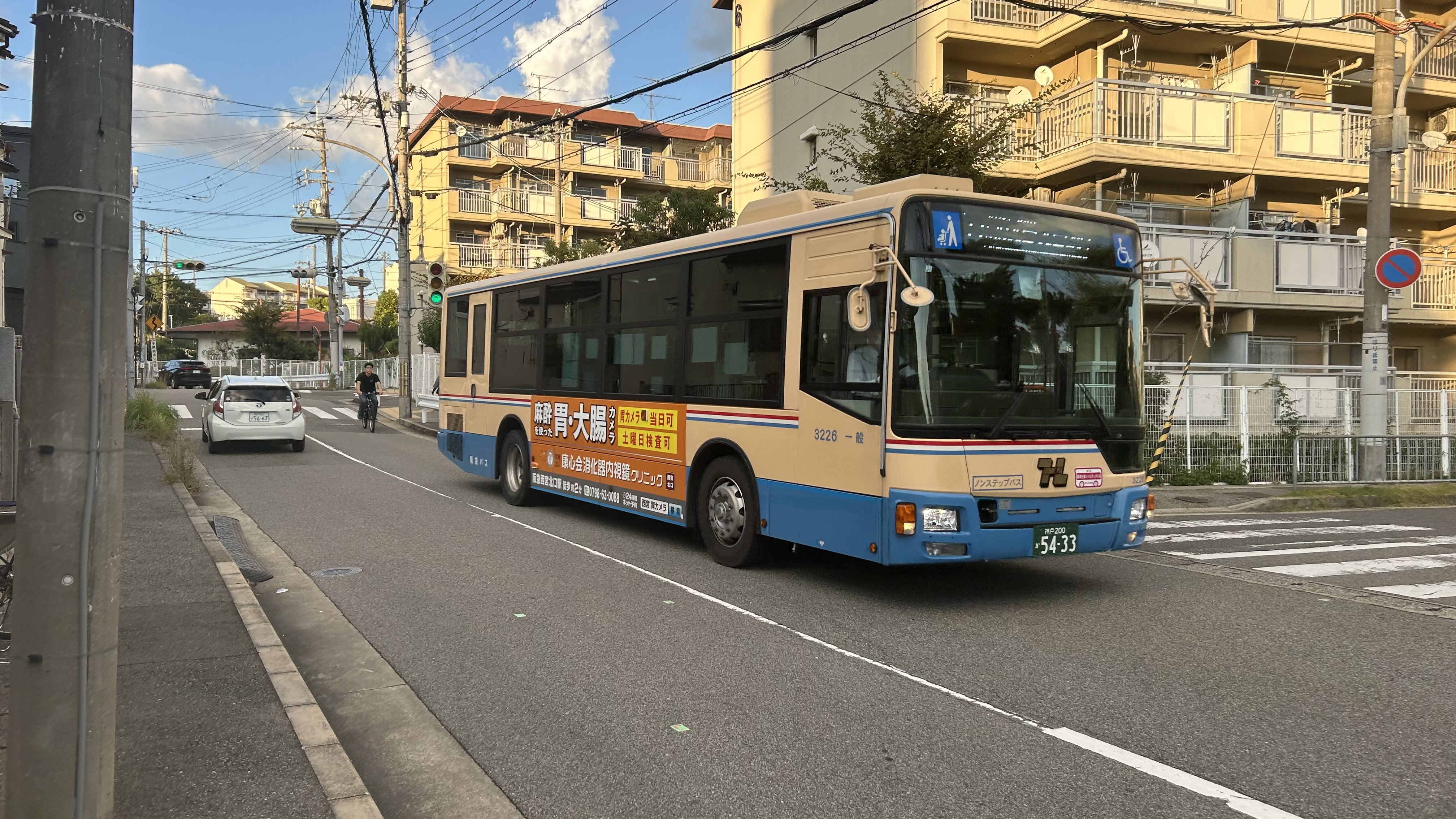
11系統

## 校区
出典:
| 区域 | 小学校     | 中学校     |
| ---- | ---------- | ---------- |
| 全域 | 安井小学校 | 大社中学校 |

## 施設
- 西宮市立中市民館
- セブンイレブン  西宮中前田町店
- ミニストップ 西宮中前田町店
- スギドラッグ 西宮中前田店